# ایندوس آرتور
ایندوس آرتور (انگلیسی: Indus Arthur؛ ۲۸ آوریل ۱۹۴۱ – ۲۹ دسامبر ۱۹۸۴) یک هنرپیشه و خواننده اهل ایالات متحده آمریکا بود.